# Viorica Țurcanu
Viorica Draga-Țurcanu (Bucarest, 26 aprile 1954) è un'ex schermitrice rumena, specialista del fioretto, vincitrice di una medaglia di bronzo ai Campionati mondiali di scherma.